# Piet Keizer (The Cats)
Piet Keizer (18 april 1952) is een Nederlands gitarist en zanger. Rond 1968 speelde hij bij de Q-Tips. Van 1972 tot 1975 speelde hij in The Cats, de op dat moment meest succesvolle Nederlandse band ooit.

## Biografie
Toen Keizer een jaar of vijftien was, speelde hij in het laatste jaar van de Q-Tips, een groepje dat was opgericht door Jan Keizer, de latere zanger van BZN. Een ander bandlid was Lida Bond, die later deel uitmaakte van de George Baker Selection.
Met de Q-Tips stond hij geregeld in het voorprogramma van The Cats en van 1969 tot 1970 was hij samen met Jan Schilder (een broer van Jaap) anderhalf jaar roadmanager, als enige twee betaalde werknemers van de band. In deze tijd viel hij in voor Theo Klouwer (drums) en Arnold Mühren (basgitaar) als die tijdens repetities afwezig waren. Vervolgens ging hij in militaire dienst.
In 1972 kreeg Cats-lid Cees Veerman last van zijn stem en aanvankelijk was diens broer Harmen in beeld om hem te vervangen. Toen deze er niets in zag om zijn succesvolle band Left Side voor korte tijd te verlaten, viel de keuze op Keizer. Volgens afspraak zou hij Veerman twee maanden vervangen en vervolgens weer roadmanager worden. Veertien dagen later speelde hij mee tijdens een concert van The Cats in Zwitserland.
Keizer bleef echter bij de band, ook toen Veerman weer terugkeerde. Hij staat op de elpees en toerde mee met The Cats in Nederland, België, Duitsland, Zwitserland en Zweden, tijdens de laatste jaren van de succesvolle periode. Ook zong hij mede de elpee Love in your eyes in, die onder producer Al Capps in de Verenigde Staten werd opgenomen.
Op de terugreis uit de VS besloot de band ermee te stoppen en de geboekte optredens nog af te maken. Het afscheidsoptreden met de band was in Purmerend op 19 mei 1974. Daarna bleef hij nog meer dan een half jaar voor de band spelen om de optredens af te maken die nog stonden gepland.
Keizer was leadzanger van de nummers Linda (op de B-kant van de single Let's go together) en I'm going home (van de lp Home).
Hij keerde niet terug toen The Cats in 1975 weer bij elkaar kwamen en speelde later ook niet meer in andere bands, maar had een reguliere loopbaan. In de nadagen van zijn werkzame carrière was hij leidinggevende in een papierfabriek. Verder is hij kunstschilder; hij leerde zijn eerste streken van Cats-zanger Piet Veerman.